# Xylomimetes scholastis
Xylomimetes scholastis är en fjärilsart som beskrevs av Turner 1916. Xylomimetes scholastis ingår i släktet Xylomimetes och familjen plattmalar. Inga underarter finns listade i Catalogue of Life.